# Danh sách cầu thủ bóng đá nam có 100 lần khoác áo đội tuyển quốc gia trở lên
Trong bóng đá, một lần ra sân theo truyền thống được trao trong bóng đá quốc tế cho một cầu thủ ra sân chính thức cho đội tuyển quốc gia của họ. Tổng cộng có 579 cầu thủ bóng đá nam đã thi đấu chính thức từ 100 trận đấu quốc tế trở lên. Kỷ lục hiện đang được nắm giữ bởi Cristiano Ronaldo của Bồ Đào Nha, người đã vượt qua Bader Al-Mutawa của Kuwait với tổng số 196 lần ra sân tháng 3 năm 2023.
Trước Al-Mutawa, kỷ lục được nắm giữ bởi Soh Chin Ann của Malaysia, với 195 trong số 222 lần ra sân của ông được phê chuẩn là chính thức. Sự khác biệt là do FIFA, cơ quan quản lý bóng đá quốc tế, không công nhận các trận đấu như Thế vận hội và những trận đấu không được phân loại là trận đấu 'A'. Cầu thủ bóng đá nam đầu tiên chơi 100 trận đấu quốc tế là Billy Wright của Anh vào năm 1959, kết thúc với 105 lần khoác áo.

## Số cầu thủ theo quốc gia
Tính đến 28 tháng 3 năm 2023
| Số cầu thủ | Quốc gia         | Liên đoàn |
| ---------- | ---------------- | --------- |
| 17         | Ả Rập Xê Út      | AFC       |
| 17         | Hoa Kỳ           | CONCACAF  |
| 16         | México           | CONCACAF  |
| 15         | Bahrain          | AFC       |
| 15         | Hàn Quốc         | AFC       |
| 14         | Estonia          | UEFA      |
| 14         | Đức / Tây Đức    | UEFA      |
| 13         | Ai Cập           | CAF       |
| 13         | Kuwait           | AFC       |
| 13         | Tây Ban Nha      | UEFA      |
| 12         | UAE              | AFC       |
| 11         | Singapore        | AFC       |
| 11         | Thụy Điển        | UEFA      |
| 10         | Costa Rica       | CONCACAF  |
| 10         | Croatia          | UEFA      |
| 10         | Oman             | AFC       |
| 10         | Panama           | CONCACAF  |
| 9          | Đan Mạch         | UEFA      |
| 9          | Anh              | UEFA      |
| 9          | Pháp             | UEFA      |
| 9          | Jordan           | AFC       |
| 9          | Hà Lan           | UEFA      |
| 9          | Qatar            | AFC       |
| 8          | Argentina        | CONMEBOL  |
| 8          | Brasil           | CONMEBOL  |
| 8          | Chile            | CONMEBOL  |
| 8          | Iraq             | AFC       |
| 8          | Ý                | UEFA      |
| 8          | Nhật Bản         | AFC       |
| 8          | Uruguay          | CONMEBOL  |
| 7          | Bỉ               | UEFA      |
| 7          | Iran             | AFC       |
| 7          | Latvia           | UEFA      |
| 7          | Malaysia         | AFC       |
| 7          | Malta            | UEFA      |
| 7          | Paraguay         | CONMEBOL  |
| 7          | Perú             | CONMEBOL  |
| 7          | Bồ Đào Nha       | UEFA      |
| 7          | Thụy Sĩ          | UEFA      |
| 6          | Colombia         | CONMEBOL  |
| 6          | Ecuador          | CONMEBOL  |
| 6          | Honduras         | CONCACAF  |
| 6          | Bờ Biển Ngà      | CAF       |
| 6          | Cộng hòa Ireland | UEFA      |
| 5          | Trung Quốc       | AFC       |
| 5          | Hy Lạp           | UEFA      |
| 5          | Jamaica          | CONCACAF  |
| 5          | România          | UEFA      |
| 5          | Nga / SNG        | UEFA      |
| 5          | Thổ Nhĩ Kỳ       | UEFA      |
| 5          | Ukraina          | UEFA      |
| 5          | Uzbekistan       | AFC       |
| 5          | Zambia           | CAF       |

| Số cầu thủ | Quốc gia                      | Liên đoàn |   |
| ---------- | ----------------------------- | --------- | - |
| 4          | Andorra                       | UEFA      |   |
| 4          | Cộng hòa Séc                  | UEFA      |   |
| 4          | Phần Lan                      | UEFA      |   |
| 4          | Iceland                       | UEFA      |   |
| 4          | Liechtenstein                 | UEFA      |   |
| 4          | Bắc Ireland                   | UEFA      |   |
| 4          | Ba Lan                        | UEFA      |   |
| 4          | Slovakia                      | UEFA      |   |
| 4          | Thái Lan                      | AFC       |   |
| 3          | Áo                            | UEFA      |   |
| 3          | Cameroon                      | CAF       |   |
| 3          | Gruzia                        | UEFA      |   |
| 3          | Guatemala                     | CONCACAF  |   |
| 3          | Nigeria                       | CAF       |   |
| 3          | Na Uy                         | UEFA      |   |
| 3          | Serbia / Serbia và Montenegro | UEFA      |   |
| 3          | Venezuela                     | CONMEBOL  |   |
| 3          | Wales                         | UEFA      |   |
| 2          | Úc                            | OFC / AFC |   |
| 2          | Bosna và Hercegovina          | UEFA      |   |
| 2          | Cuba                          | CONCACAF  |   |
| 2          | Gabon                         | CAF       |   |
| 2          | Ghana                         | CAF       |   |
| 2          | Hungary                       | UEFA      |   |
| 2          | Luxembourg                    | UEFA      |   |
| 2          | Bắc Macedonia                 | UEFA      |   |
| 2          | Malawi                        | CAF       |   |
| 2          | Slovenia                      | UEFA      |   |
| 2          | Trinidad và Tobago            | CONCACAF  |   |
| 1          | Armenia                       | UEFA      |   |
| 1          | Azerbaijan                    | UEFA      |   |
| 1          | Belarus                       | UEFA      |   |
| 1          | Bolivia                       | CONMEBOL  |   |
| 1          | Bulgaria                      | UEFA      |   |
| 1          | Burkina Faso                  | CAF       |   |
| 1          | Canada                        | CONCACAF  |   |
| 1          | Síp                           | UEFA      |   |
| 1          | Ấn Độ                         | AFC       |   |
| 1          | Indonesia                     | AFC       |   |
| 1          | Israel                        | UEFA      |   |
| 1          | Litva                         | UEFA      |   |
| 1          | Maldives                      | AFC       |   |
| 1          | Mali                          | CAF       |   |
| 1          | Moldova                       | UEFA      |   |
| 1          | Maroc                         | CAF       |   |
| 1          | CHDCND Triều Tiên             | AFC       |   |
| 1          | Philippines                   | AFC       |   |
| 1          | Rwanda                        | CAF       |   |
| 1          | Scotland                      | UEFA      |   |
| 1          | Nam Phi                       | CAF       |   |
| 1          | Liên Xô                       | UEFA      |   |
| 1          | Syria                         | AFC       |   |
| 1          | Tanzania                      | CAF       |   |
| 1          | Tunisia                       | CAF       |   |
| 1          | 579                           | 107       | 5 |

## Số cầu thủ theo liên đoàn
Tính đến ngày 28 tháng 3 năm 2023
| Số cầu thủ | Liên đoàn |
| ---------- | --------- |
| 239        | UEFA      |
| 163        | AFC       |
| 72         | CONCACAF  |
| 62         | CONMEBOL  |
| 43         | CAF       |
| 0          | OFC       |
| 579        | 6         |

Ghi chú
Cầu thủ bóng đá nam khoác áo nhiều nhất của OFC là Ivan Vicelich của New Zealand với 88 lần khoác áo.